# Talun (Ibun)
Talun is een bestuurslaag in het regentschap Bandung van de provincie West-Java, Indonesië. Talun telt 5637 inwoners (volkstelling 2010).